# Гипоальбуминемия
Гипоальбуминемия — патологическое состояние, характеризующееся снижением уровня альбумина в сыворотке крови ниже 35 грамм/литр. Форма гипопротеинемии. В основном наблюдается при нефротическом синдроме, сепсисе, алиментарной дистрофии, почечной и печеночной недостаточности.

## Клинические проявления
Основным объективным проявлением являются генерализованные отёки.
Данное состояние опасно также высоким риском изменения кислотно-основного равновесия плазмы крови. Это обусловлено тем, что альбумины входят в состав белкового буфера который, в свою очередь, является частью это системы. КЩР является одной из жестких констант организма и даже его незначительные изменения быстро сказываются на всем организме в целом.